# Силуниха
Силуниха — река в России, протекает по Собинскому району Владимирской области. Устье реки находится в 361 км по левому берегу реки Клязьма. Длина реки составляет 11 км. Протекает через деревни Митрофаниха, Заречное, Новосёлово. Выше Митрофанихи на реке имеется водохранилище.

## Данные водного реестра
По данным государственного водного реестра России относится к Окскому бассейновому округу, водохозяйственный участок реки — Клязьма от города Орехово-Зуево до города Владимир, речной подбассейн реки — бассейны притоков Оки от Мокши до впадения в Волгу. Речной бассейн реки — Ока.
Код объекта в государственном водном реестре — 09010300712110000032020.